# جان مکلین
جان مکلین (انگلیسی: John McLean؛ زادهٔ ۲۲ مهٔ ۱۸۷۰) بازیکن فوتبال است.
از باشگاه‌هایی که در آن بازی کرده‌است می‌توان به باشگاه فوتبال بریستول سیتی، باشگاه فوتبال لیورپول، و باشگاه فوتبال گریمزبی تاون اشاره کرد.